# L'affaire Wallraff
L'affaire Wallraff is een studioalbum van Tangerine Dream. Het album bevat filmmuziek van de gelijknamige film van Bobby Roth. De film was geen groot succes, behalve in Frankrijk. Vandaar dat het album onder de Franse titel L'affaire Wallraff verscheen. De originele titel van de film was The man inside. 

## Musici
- Edgar Froese, Paul Haslinger – synthesizers, elektronica

## Muziek
| Nr. | Titel                      | Duur |
| --- | -------------------------- | ---- |
| 1.  | Wallraff’s theme           | 1:36 |
| 2.  | Tendency of love           | 3:58 |
| 3.  | Addicted to the truth      | 4:35 |
| 4.  | World of the “Standard”    | 4:10 |
| 5.  | Purposes of brevity        | 4:30 |
| 6.  | Tobel’s death by the river | 4:22 |
| 7.  | Taboo society              | 3:17 |
| 8.  | The drive to Hanover       | 4:40 |
| 9.  | Correlation of lies        | 3:45 |
| 10. | Investigation              | 3:16 |
| 11. | News and morality          | 4:45 |